# Eisenacher Straße
Eisenacher Straße – stacja metra w Berlinie, na linii U7, w dzielnicy Schöneberg, w okręgu administracyjnym Tempelhof-Schöneberg. Stacja została otwarta w 1971.